# أكيرا سيلفانو دازارو
أكيرا سيلفانو دازارو (باليابانية: ディサロ 燦シルヴァーノ) (مواليد 2 أبريل 1996) هو لاعب كرة قدم ياباني.

## وصلات خارجية
- أكيرا سيلفانو دازارو على موقع رابطة كرة القدم اليابانية للمحترفين (اليابانية)
- أكيرا سيلفانو دازارو على موقع قاعدة بيانات كرة القدم.إي يو (الإنجليزية)
- أكيرا سيلفانو دازارو على موقع Soccerway.com (الإنجليزية)
- أكيرا سيلفانو دازارو على موقع عالم كرة القدم.نت (الإنجليزية)